# Принцеса в шкіряному вбранні
«Принцеса в шкіряному вбранні» — єгипетська народна казка. Казка також має інший переклад: «Принцеса в шкіряній паранджі». Ця історія спочатку була опублікована в перекладі в збірці Інеї Бушнак «Арабські народні казки» 1986 року. Письменниця Анджела Картер включила її до «Книги казок старих дружин».

## Резюме
Посеред глушини у царя була дружина, яку він кохав, і дочка, яка була світлом його очей. Ще до того, як принцеса досягла зрілого віку, цариця захворіла і померла. Цар оплакував її цілий рік, сидячи біля її могили. Врешті-решт він покликав сваху і сказав їй, що хоче одружитися знову. Він взяв анклет (браслет на нозі) своєї покійної дружини і сказав свасі, що одружиться з тією ногою, на яку підійде анклет. Сваха шукала по всьому царству, але не знайшла жодної дівчини, якій би підійшов анклет. Врешті-решт анклет потрапив на ногу принцеси та їй підійшов. Принцеса погодилася вийти одружитися з царем, навіть не знаючи, з ким саме. У ніч перед весіллям принцеса запитала доньку міністра, чому в палаці так багато розмов. Принцеса підкупила її своїм золотим браслетом, і дочка міністра сказала їй, що наречений — її батько.

Принцеса зблідла, вигнала всіх і втекла. Спершу вона пішла до будинку шкіряника і дала йому жменю золота. Вона попросила його виготовити для неї одяг зі шкіри з голови до п'ят, і пішла, коли все було готово. Вранці цар увійшов до покоїв наречених і побачив, що принцеса пішла. Солдати на кожній брамі запитували, чи не бачила вона царівну, і вона відповіла:
Мене звуть Джулейда, бо я маю шкуру.
Мої очі слабкі, мій зір тьмяний
Вуха мої глухі, я не чую.
Я не дбаю ні про кого з близьких, ні про далеких.
Джулейда бігла, поки не впала. Вона втратила свідомість, і її помітила рабиня. Рабиня покликала свою царицю, щоб та показала їй велику купу шкіри за межами палацу. Її запитали, хто вона, і принцеса знову повторила ті самі слова. Її запросили приєднатися до слуг і рабів. Син цариці помітив її і захотів попросити її руки і серця. Принц запитав Джулейду, звідки вона родом, і вона відповіла, що з країни весел і ковшів, тому принц вирішив поїхати туди. Непомітно для принца Джулейда зняла з його руки перстень. У палаці Джулейда хотіла допомогти кухареві, але той не хотів цього робити. Врешті-решт їй дали шматок тіста, і вона поклала перстень принца всередину. У похід принцу дали хліб з перснем, який він взяв з собою. Як тільки він виявив його, він наказав усім повернутися назад. Незабаром вони одружилися.
Цар закував сваху в кайдани. Він ходив від міста до міста, поки не дістався до міста, де жила Джулейда. Коли цар прибув до палацу, Джулейда запросила їх до себе. Вона дала їм їжу і місце для ночівлі. Джулейда розповіла батькові, що вона його дочка. Після того, як стало відомо, що Джулейда — принцеса, свата скинули в ущелину. Цар подарував Джулейда та принцу половину царства, і вони жили довго і щасливо.

## Аналіз

### Казковий тип
Гасан Ель-Шамі класифікував казку, згідно з міжнародним індексом Аарне-Томпсона-Утера, як казку типу АТУ 510B, «Сукня із золота, срібла та зірок».
У своєму посібнику з народних казок 1987 року фольклорист Д. Л. Ешліман класифікував казку, згідно з міжнародним індексом Арне-Томпсона, як тип АТ 510B, «Король намагається одружитися на своїй дочці», таким чином пов'язаний з французькою казкою «Осляча Шкура» Шарля Перро та іншими варіантами, такими як «Різношерстка», «Ситникова Шапочка», «Моховик», «Ведмідь», «Ведмедиця» та «Король, який хотів одружитися зі своєю донькою».

## Варіанти
Гасан Ель-Шамі перерахував 45 варіантів, знайдених у Північній Африці та Західній Азії.

### Африка

#### Судан
У суданській казці, зібраній Ахмедом Аль-Шахі та Ф. К. Т. Муром під назвою «Сукня Даума-пальми» від Нурі, у пари є син і донька. Дочка настільки вродлива, що її рідний брат хоче одружитися з нею, і батьки погоджуються з його рішенням. Дівчина тікає з дому і йде до теслі, щоб замовити сукню з листя даум-пальми. Вона забирає сукню з собою і йде до султана, де знаходить роботу. Через деякий час син султана організовує танці, на які запрошують жінок. Поки інших жінок немає, принцеса знімає сукню з пальмового листя, одягає краще вбрання і йде на танці. Там вона вражає султанського сина, а потім повертається в дім і знову одягає сукню з пальмового листя. Танець повторюється ще двічі. На третій раз син султана, настільки закоханий у таємничу дівчину, вирішує спіймати її. Принцеса знову йде на танець, і коли вона виходить, султанський син хапає її за руку і забирає один з її перснів. Пізніше син султана вирішує одружитися з дівчиною з танців. Кілька жінок готують їжу для султанського сина в дорогу, а принцеса замішує тісто і кладе в нього ще одну свою каблучку. Султанський син вирушає в дорогу з рабами на пошуки дівчини. Через деякий час почет зупиняється відпочити і поїсти хліба, який приготували жінки; син султана відрізає хліб, який спекла принцеса, і знаходить перстень. Здогадавшись, хто вона, він повертається додому і грає з нею в шашки (колекціонери перекладають це слово як «мангала»), а той, хто програє, роздягається догола. Вигравши тричі, принцеса програє вчетверте і теж роздягається. Син султана знайомить її зі своєю родиною і одружується з нею. Наприкінці казки батьки принцеси з'являються перед дверима султана як жебраки; вона приймає їх і прощає.

### Азії

#### Туреччина
У «Typen türkischer Volksmärchen» («Каталозі турецьких народних казок») Вольфрама Еберхарда та Пертева Наілі Боратава обидва вчені перерахували подібну розповідь під турецьким типом TTV 189, «Tülüce» («Волохатка»), що відповідає, у міжнародній класифікації, казці типу АТ 510B. У турецькому варіанті вдівець виконує останнє прохання своєї померлої дружини одружитися з іншою жінкою, яка підійде під обручку (або інший одяг), і його власна дочка якраз підходить під неї. Дівчина тікає від батька, одягнувши шкуру тварини, і знаходить роботу кухарки в іншому королівстві. Принц королівства влаштовує бенкет, на який дівчина приходить у вишуканому вбранні. Принц одягає їй на палець каблучку, яка згодом падає у страву, яку вона готує для принца.

#### Сирія
У сирійській казці, зібраній Уве Кухром під назвою «Фільцхен» («Маленька повсть»), овдовілий чоловік має маленьку дочку. Минає час, вона стає ще красивішою, як повний місяць, і чоловік закохується в неї. Вона ненавидить ідею одруження з батьком, і чоловік радиться з каді, щоб отримати юридичний висновок, загадавши загадку про дерево у своєму саду. Введений в оману загадкою, каді відповідає, що дерево належить йому, тому чоловік відчуває бажання оволодіти свою дочкою. Дівчина біжить до фетрового майстра в місті та замовляє важку повстяну сукню, яка покриває все її тіло, крім очей. Дівчина повертається додому і погоджується вийти заміж за батька, але йде до вбиральні і прив'язує мотузку до каменя, щоб обдурити батька, а потім тікає до Індії.
Там вона знаходить роботу царської служниці і називає своє ім'я Фільцхен («Маленька повсть»). Одного дня вона знімає важку повстяну сукню і йде купатися у ставку. Царський син зачаровується її красою і заговорює з нею. Вона намагається відштовхнути його, кажучи, що вона з якогось села (якого не існує) і приїхала відвідати свою тітку. Пізніше царевич вирішує пошукати село (якого не існує) і приготував для дороги якийсь кіббех. Фільцхен допомагає готувати їжу і вкидає каблучку в тісто. Дорогою принц зупиняється перепочити і дістає кіббех, щоб поїсти. Він кусає їжу і знаходить перстень всередині. Він наказує своїй свиті їхати назад до палацу. Він розпитує матір про те, хто приготував кіббех, і та відповідає, що їй допомогла Фільцхен. Принц наказує дівчині принести води. Фільцхен йде до його покоїв. Принц хапає її за зап'ястя і шаблею розрізає сукню навпіл. Потім він показує Фільхен своїй матері, і вони одружуються.

#### Палестина
У палестинсько-арабській казці, зібраній вченими Ібрагімом Мухаві та Шаріфом Канааною під назвою «Мішковина» (палестинською арабською мовою: Abu l-lababid), цар має єдину доньку і втрачає дружину. Він має намір знову одружитися, але жодна дівчина не підходить йому, окрім власної доньки. Огидна цій ідеї, вона чинить опір, а батько намагається звабити її обручкою та весільною сукнею. Принцеса йде до мішковика і замовляє для себе мішковину, що облягає її фігуру. Принцеса обманює батька, коли той намагається здійснити свої весільні плани, і тікає в інше місце.
В іншому місті принцеса, під ім'ям Мішковина, знаходить роботу куховарки в королівському палаці, і інші слуги починають називати її Мішковиною. Одного разу місто здіймає галас через місцеве весілля, на яке запрошено царя та придворних. Один із рабів навіть намагається переконати Мішковину поїхати з ними, але вона відмовляється. Поки їх немає, принцеса знімає мішковину, одягає весільну сукню і вирушає на свято. На весіллі вона танцює і зачаровує всіх, а потім повертається до палацу, щоб одягнути своє пошарпане вбрання. Це відбувається на другий день весілля. Царський син розмовляє зі своєю матір'ю, царицею, про таємничу дівчину і планує разом з царицею побачити її на власні очі. На четвертий день принц залишається вдома, тож він підглядає, як Мішковина переодягається, йде на весілля, а потім повертається до палацу. Через деякий час принц просить Мішковину принести йому їжу і поїсти разом з нею. Принцесі дають тарілку з їжею, але вона двічі вислизає з рук, щоб не йти до принца, але на третій раз вона приносить йому їжу і їсть разом з ним. Він знімає з неї мішковину і одружується з нею.

#### Індія
На думку дослідника А. К. Рамануджана, історія типу АТУ 510B, «Одяг із золота, срібла, зірок», поширюється по всій Індії з варіантами мовами бенгальською, гінді, гонді та тамільською.
Рамануджан опублікував індійську казку під назвою «Ганчі» каннадійською мовою. У цій казці старенька жінка має двох дітей, сина та доньку. Одного разу хлопчик закохується у власну золотоволосу сестру, на превеликий жах їхньої матері. Тоді стара радить доньці виготовити маску, щоб приховати своє обличчя та волосся, і покинути їхній дім, щоб врятуватися від пожадливості брата. Дівчина замовляє глиняну маску у гончара, бере у матері трохи їжі і йде геть. Тим часом її мати отруює себе, а брат божеволіє від горя.
Дівчина їде до іншого міста, де її називають Ганчі, від слова «Ганча» («глиняна плитка»), і знаходить роботу служницею у багатого саукара. Одного дня саукар готує обід у своєму саду і запрошує всіх, окрім самої Ганчі та одного з його молодших синів. Поки всіх немає, Ганчі знімає маску і йде приймати ванну, але за нею підглядає наймолодший син саукара. Він помічає її надзвичайну вроду і закохується. Ганчі виходить з ванни і знову одягає маску. Новоявлене кохання молодшого сина дратує його батьків, які бажають одружити його з будь-якою іншою нареченою, а не з «низькородною служницею». Роздратований, він іде до покоїв Ганчі, знімає з неї маску і розбиває її об землю. Побачивши її красу і витончене обличчя, саукар і його дружина погоджуються одружити свого сина з Ганчі.
Потім казка продовжується як інший тип казки: ATU 896, «Розпусний святий і діва в скрині».

#### Іран
За дослідженням російського вченого Володимира Мінорського, тип казки з'являється в Ірані як «Намаді» («Гусфанді»), індексований як тип 510 (отже, близький до Попелюшки). В іранській казці героїня уникає шлюбу з прийомним батьком, поклавши на своє ліжко манекен, потім одягає повстяну маску. Вона їде в інше царство, де знаходить роботу як служниці принца. Вона знімає маску, щоб бути присутньою на весіллі, де принц бачить її і дарує їй перстень. Пізніше героїня пече для принца буханку хліба і кладе в неї перстень.